# Yakovlev Yak-52
Yakovlev Yak-52 là một máy bay huấn luyện sơ cấp của Liên Xô. Nó bay lần đầu tiên vào năm 1976 và cũng được sản xuất ở România, bởi hãng Aerostar. Yak-52 được thiết kế ban đầu như một máy bay huấn luyện nhào lộn cho học viên thuộc tổ chức huấn luyện DOSAAF của Liên Xô. Ở tổ chức này, người ta huấn luyện cả phi công thể thao dân sự và phi công quân sự. Loại máy bay này được sử dụng ở các nước khác nhằm mục đích chính là huấn luyện quân sự.

## Thiết kế và chế tạo
Là một mẫu máy bay được phát triển từ máy bay nhào lộn một chỗ Yakovlev Yak-50, Yak-52 được chế tạo hoàn toàn bằng kim loại, động cơ công suất 360 hp, là loại 9 xylanh làm lạnh bằng không khí Vedeneyev M14P. Máy bay cho phép sử dụng nhiên liệu cả dầu lẫn xăng, trong khi bay, máy bay có thể đảo nghịch hệ thống nhiên liệu này để bay trong 2 phút nhằm tăng hiệu suất bay. Động cơ được trang bị cánh quạt gồm 2 lưỡi quay ngược chiều kim đồng hồ, có tốc độ ổn định, được chế tạo bằng gỗ và sợi thủy tinh.
Với trọng lượng rỗng là 2.200 pound, Yak-52 dễ điều khiển và có khả năng như một máy bay nhào lộn. Tuy thế nó cũng dễ dàng cho hoạt động bay và hạ cánh. Nó đã được sử dụng trong cuộc thi nhào lộn trên không quốc tế, được đánh giá là loại máy bay nhào lộn tiên tiến nhất hiện nay. Nó thể chịu được gia tốc trọng trường từ +7 đến -5 G, tốc độ bay nhào lộn vòng tròn là 180°/giây và nó có mọi khả năng bay thao diễn trong danh mục Aresti.

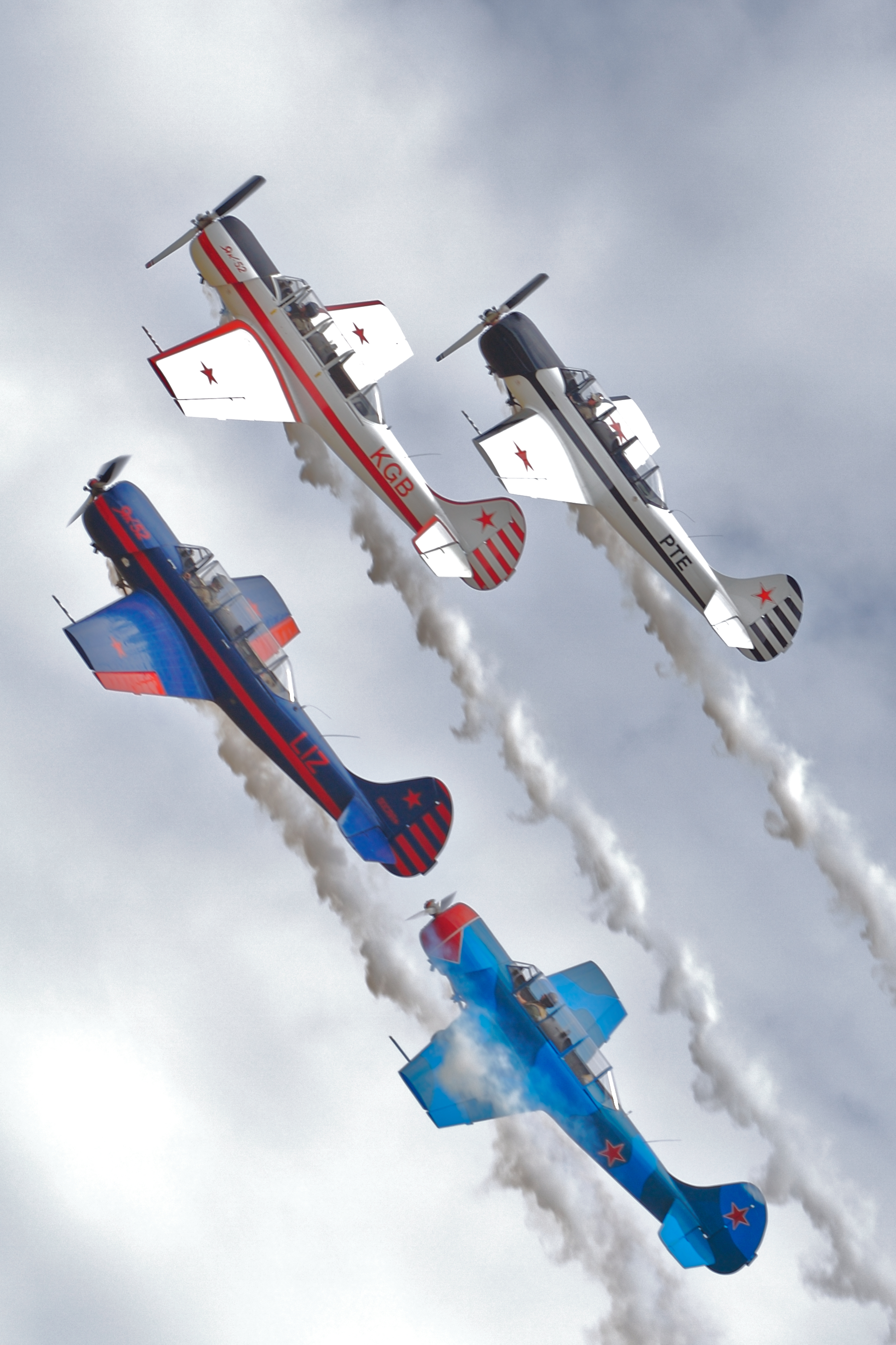
Yak-52 tại triển lãm hàng không Wairarapa

Yak-52, giống như đã số máy bay quân sự của Liên Xô, được thiết kế để hoạt động trong những môi trường không ổn định với hạn chế tối đa việc bảo dưỡng. Một trong số những đặc tính được đánh giá là chìa khóa của Yak-52, và đa số các máy bay của phương Tây sau này đều bắt chước đặc điểm này là hệ thống ống khí nén lớn của Yak-52. Động cơ, hệ thống bánh đáp, cánh tà, phanh và thiết bị lái đều được khởi động bằng khí nén. Sự sắp xếp hệ thống lái/phanh hãm một cách đặc biệt, đã đem lại sự điều chỉnh cho người lái làm quen với hệ thống thủy lực học, vì máy bay sử dụng phanh truyền động vi sai được điều khiển bởi bàn đạp bánh lái và bằng cần điều khiển trong tay phi công.
Bộ phận bánh đáp gồm 3 bánh của Yak-52 có thể rút lại được, nhưng nó có thể rút từng bánh xe một, điều này được sử dụng hữu ích trong việc bay thao diễn ở độ cao rất thấp và khi máy bay biểu diễn hạ cánh.
Từ đầu những năm 1990 và sau khi Liên Xô sụp đổ, nhiều chiếc Yak-52 đã được xuất khẩu tới các nước phương Tây. Xấp xỉ khoảng 1.800 chiếc đã được chế tạo đến nay, chủ yếu được sử dụng nhiều nhất ở Hoa Kỳ, Vương quốc Anh, New Zealand, Australia và một số nước phương Tây khác.
Một số phiên bản "phương Tây hóa" của Yak-52 hiện nay vẫn được sản xuất. Chúng được thay thế hệ thống điện tử mới, cánh quạt được thay bằng loại có 3 lưỡi (Yak-52W) và hệ thống bánh đáp cũ (Yak-52TW), đây là những thay đổi chính trong mẫu máy bay tiêu chuẩn Yak-52. Cũng có một nhà máy sản xuất Yak-52TD, phiên bản này giống như một chiếc Yak-11 thu nhỏ.
Vào ngày 16 tháng 4 2004, một phiên bản hiện đại của Yak-52 là Yak-52M đã bay biểu diễn ở Nga. Nó đã được trang bị động cơ hiện đại hơn là M-14Kh, cánh quạt 3 lưỡi, ghế phóng và các thay đổi khác. Phiên bản này rất được mong chờ, và vào chiếc máy bay khác ở Nga đã được cải tiến để đạt đến tiêu chuẩn này.

## Các quốc gia sử dụng
- Armenia (Không quân Armenia)
- Gruzia
- Hungary
- Litva (bảo vệ bờ biển)
- România (Không quân Romania)
- Nga /  Liên Xô

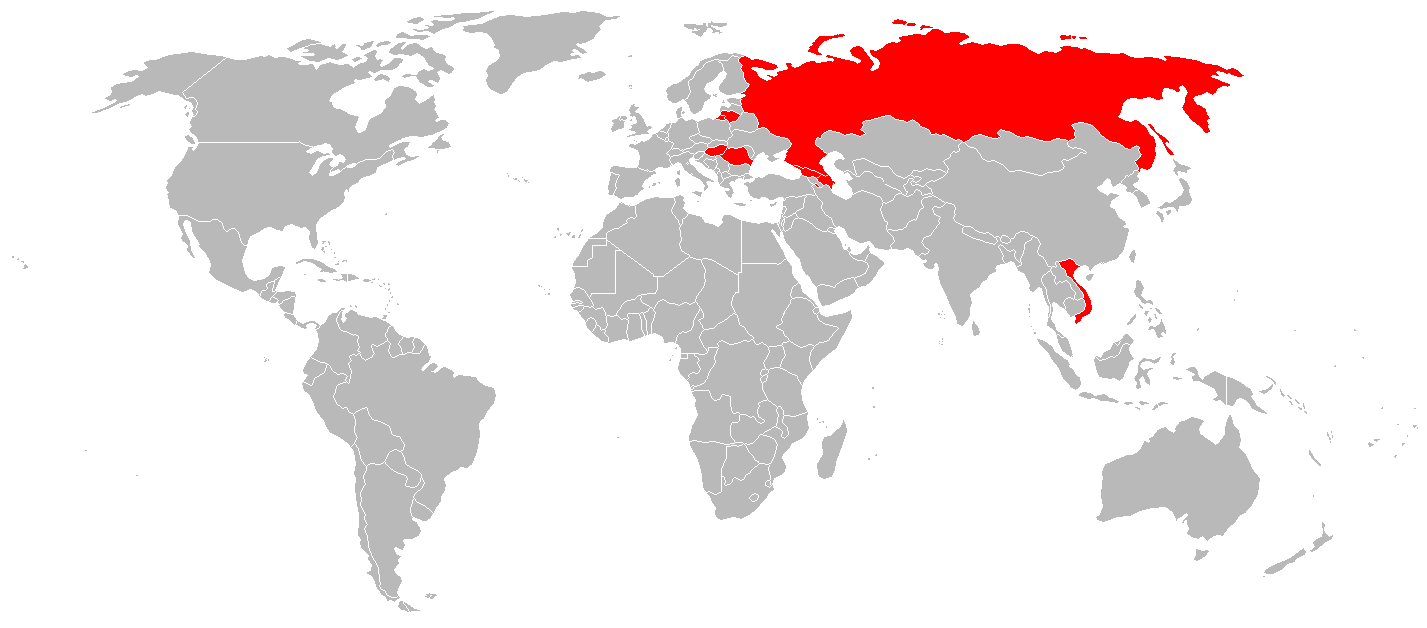
Các nước sử dụng Yak-52

- Việt Nam (Quân chủng Phòng không – Không quân, Quân đội nhân dân Việt Nam) và (Không quân Nhân dân Việt Nam)

## Thông số kỹ thuật

### Đặc điểm riêng
- Phi đoàn: 2
- Chiều dài: 7.745 m (25 ft 5 in)
- Sải cánh: 9.3 m (30 ft 6 in)
- Chiều cao: 2.7 m (8 ft 10 in)
- Diện tích : 15 m² (161.5 ft²)
- Trọng lượng rỗng: 1.015 kg (2.238 lb)
- Trọng lượng cất cánh: 1.205 kg (2.657 lb)
- Trọng lượng cất cánh tối đa: 1.305 kg (2.877 lb)
- Động cơ: 1× Vedeneyev M-14P, 266 kW (360 hp)
- Lượng nhiên liệu trong thân: 122 lít

### Hiệu suất bay
- Vận tốc cực đại: 285 km/h; Vận tốc bay hành trình : 272 km/h (147 kts)
- Tầm bay: 510 km
- Trần bay: 4.000 m (13.123 ft)
- Vận tốc lên cao: 7 m/s (1400 ft/mn)
- Lực nâng của cánh: 60 kg/m² (12.27 lb/ft²)
- Lực đẩy/trọng lượng: n/a
- Chiều dài đường băng cất cánh : 200 m
- Chiều dài đường băng hạ cánh : 350 m
- Thời gian bay: 2 giờ 30 phút

## Nội dung liên quan

### Máy bay có cùng sự phát triển
- Yakovlev Yak-18
- Yakovlev Yak-50

Bản mẫu:Aerobatics